# Горніґі
Горніґі (пол. Hornigi) — село в Польщі, у гміні Варка Груєцького повіту Мазовецького воєводства.
Населення — 90 осіб (2011).
У 1975-1998 роках село належало до Радомського воєводства.

## Демографія
Демографічна структура станом на 31 березня 2011 року:
|          | Загалом | Допрацездатний вік | Працездатний вік | Постпрацездатний вік |
| -------- | ------- | ------------------ | ---------------- | -------------------- |
| Чоловіки | 52      | 11                 | 36               | 5                    |
| Жінки    | 38      | 6                  | 23               | 9                    |
| Разом    | 90      | 17                 | 59               | 14                   |